# 4554 Fanynka
4554 Fanynka è un asteroide della fascia principale del diametro medio di circa 24,48 km. Scoperto nel 1986, presenta un'orbita caratterizzata da un semiasse maggiore pari a 3,1875483 UA e da un'eccentricità di 0,1214522, inclinata di 9,21877° rispetto all'eclittica.